# زولیخا بوعبدالله
زولیخا بوعبدالله (عربی: زليخة بو عبدالله؛ زادهٔ ۲۰ ژوئن ۱۹۷۷ در مسکو) هنرمند معاصر و عکاس الجزایری است. او در کازابلانکا و پاریس به زندگی و فعالیت مشغول است.

## زندگی‌نامه
زولیخا بوعبدالله دختر حسن بوعبدالله (کارگردان و نویسنده معاصر الجزایری) و ملکه دُربانی (مدیر اسبق موزهٔ هنرهای زیبا در الجزیره) است. زولیخا اگرچه در مسکو زاده شد، دوران کودکی و نوجوانی خود را تا سن ۱۶ سالگی در الجزیره گذراند. در ۱۹۹۳، با وقوع جنگ داخلی در الجزایر، این کشور را به همراه خانواده ترک کرد و در فرانسه اقامت گزید. او در ۲۰۰۲ از مدرسهٔ عالی هنر پاریس ENSAPC در رشتهٔ هنر معاصر فارغ‌التحصیل شد. دوگانگی و عدم تعادل میان فرهنگها، اختلاط فرهنگها و قدرت فرامرزی آنها سه مضمون اصلی کارهای هنری زولیخا را تشکیل می‌دهد. آثار هنری و دکوراتیو او که بیشتر به صورت فیلم ویدئویی و طراحی با پلاستیک نمود پیدا می‌کند، علاوه بر فرانسه، در گالریهای معروف دیگر شهرها نظیر IVDE (دوبی)، گالری سابرینا آمرانی (مادرید) و چند گالری دیگر در فرانکفورت، واشینگتن و دوحه به صورت انفرادی به نمایش درآمده و برندهٔ چند جایزه نیز شده‌است.
زولیخا در ۲۰۰۸ یکی از آثار هنری خود را با عنوان «سکوت» (Silence) که در واقع ترسیم چند کفش روباز بر سجاده‌های نماز بود، خلق کرد و در سالهای بعد چندین بار آن را در معرض نمایش گذاشت. اما به ناگهان در ژانویه ۲۰۱۵ در پی دریافت پیامی تهدیدآمیز از سوی فدراسیون انجمنهای اسلامی کلیشی، او-دو-سن، تصمیم گرفت این اثر را (که قرار بود در نمایشگاه «فمینا» واقع در همین محله در شمال غرب پاریس به نمایش درآید) پس گیرد. این رویداد به ویژه با توجه به همزمان شدن آن با واقعهٔ حملهٔ تروریستی به هفته‌نامهٔ شارلی ابدو مورد توجه جدی منتقدان هنری در رسانه‌های فرانسوی قرار گرفت. · 